# ディファレントワールズ
ディファレントワールズ（英語：Different Worlds）は、アメリカ合衆国のかつて存在したロールプレイングゲーム専門誌。1979年から1987年の間、発行されていた。

## 歴史
ディファレントワールズは、1979年にグレッグ・スタフォードによって、彼自身の出版社であるケイオシアムが出版するゲームの販売促進のために創刊された。当時、ケイオシアムは主にボードゲームを販売する出版社であったが、スタフォードのファンタジー世界であるグローランサでプレイする、自社製品のルーンクエストも1978年に発売していた。ディファレントワールズは、1976年創刊であるTSRのドラゴン誌に相当する販促誌であった。ケイオシアムは以前、ウィルムスフットノートという名の専門誌を発刊しており、それは1976年から1995年までの間に14号が発売された。ウィルムスフットノートは始め、ケイオシアムの最初のゲームかつ主力製品であるホワイトベアー・アンド・レッドムーンのために考案されたが、この雑誌は1981年の11号から公式ルーンクエスト誌となった｡

### エディション
隔月刊で47号が出版された。ケイオシアムが1979年から1985年までの38号を出版し、en:スルース・パブリケーションズが1985年から1987年までの最後の9号を出版した。かつてのケイオシアムの、そしてスタフォードの共同製作者であるにもかかわらず、タダシ・エハラはスルースから出版されている期間も、この雑誌の編集者であった。